# Hockey Bassano 2024-2025
Questa voce raccoglie le informazioni riguardanti l'Hockey Bassano nelle competizioni ufficiali della stagione 2024-2025.

## Maglie e sponsor
Lo sponsor ufficiale per la stagione 2024-2025 è la Ubroker.
| 1ª divisa | 2ª divisa |

## Organigramma societario
- Presidente: Roberto Baggio
- Vicepresidente:
- Segretario:
- Direttore sportivo:
- addetto stampa: Asia Baggio

## Organico

### Giocatori
| N° | Naz.                  | Ruolo | Sportivo             |  |  |  |
| -- | --------------------- | ----- | -------------------- |  |  |  |
| 4  | Spagna (bandiera)     | A     | Gerard Riba          |  |  |  |
| 5  | Italia (bandiera)     | A     | Alberto Pozzato      |  |  |  |
| 7  | Italia (bandiera)     | A     | Mattia Baggio        |  |  |  |
| 9  | Portogallo (bandiera) | D     | Ivo Silva            |  |  |  |
| 11 | Italia (bandiera)     | D     | Nicolas Barbieri     |  |  |  |
| 12 | Italia (bandiera)     | P     | Cesar Bertuzzo       |  |  |  |
| 18 | Argentina (bandiera)  | A     | Julian Tamborindegui |  |  |  |
| 55 | Spagna (bandiera)     | A     | Joan Galbas Pedrol   |  |  |  |
| 58 | Italia (bandiera)     | A     | Andrea Scuccato      |  |  |  |
| 85 | Italia (bandiera)     | P     | Mattia Verona        |  |  |  |

### Staff tecnico
- Allenatore:  Alessandro Bertolucci

## Mercato
| Acquisti | Acquisti             | Acquisti        | Acquisti |
| R.       | Nome                 | da              |          |
| -------- | -------------------- | --------------- | -------- |
| A        | Joan Galbas Pedrol   | Forte dei Marmi |          |
| A        | Gerard Riba          | Igualada        |          |
| A        | Julian Tamborindegui | HRC Monza       |          |
| P        | Mattia Verona        | Breganze        |          |

| Cessioni | Cessioni         | Cessioni          | Cessioni |
| R.       | Nome             | a                 |          |
| -------- | ---------------- | ----------------- | -------- |
| A        | Samuel Amato     | AFP Giovinazzo    |          |
| P        | Francisco Veludo | AFP Giovinazzo    |          |
| A        | Jacopo Geremia   | Roller Bassano    |          |
| A        | Joao Guimaraes   | Juventude Pacense |          |